# Nyhavn

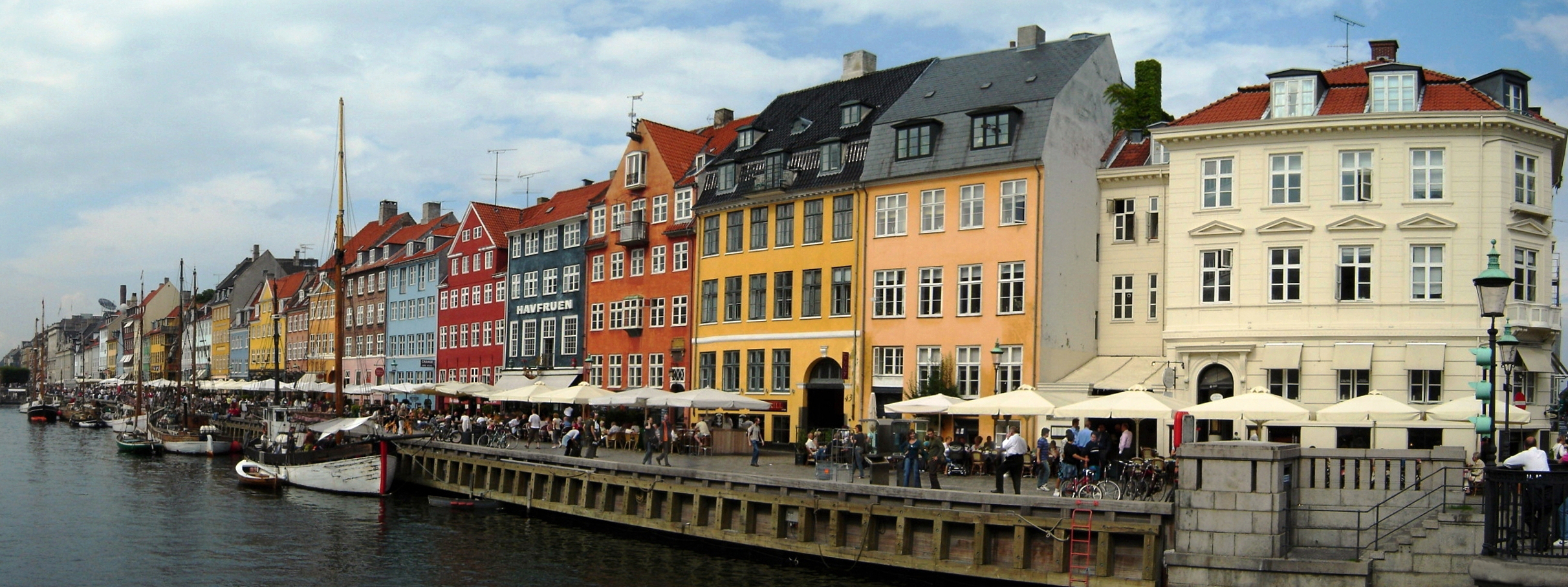
Nyhavn, 2006

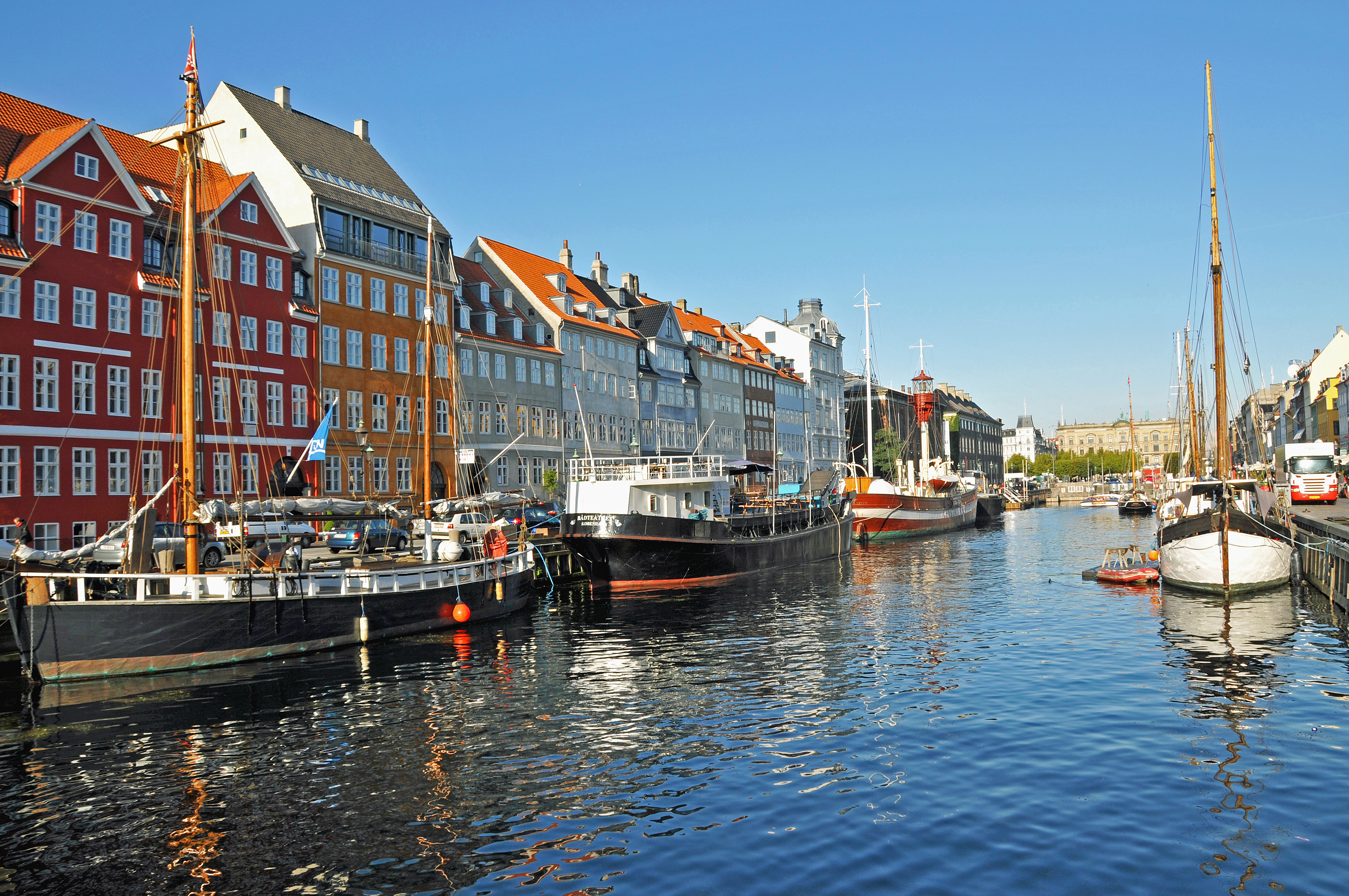
Nyhavn met helemaal links, het rode huis op nr. 20, waar Andersen heeft gewoond en het museumschip Gedser Rev (3e van links)

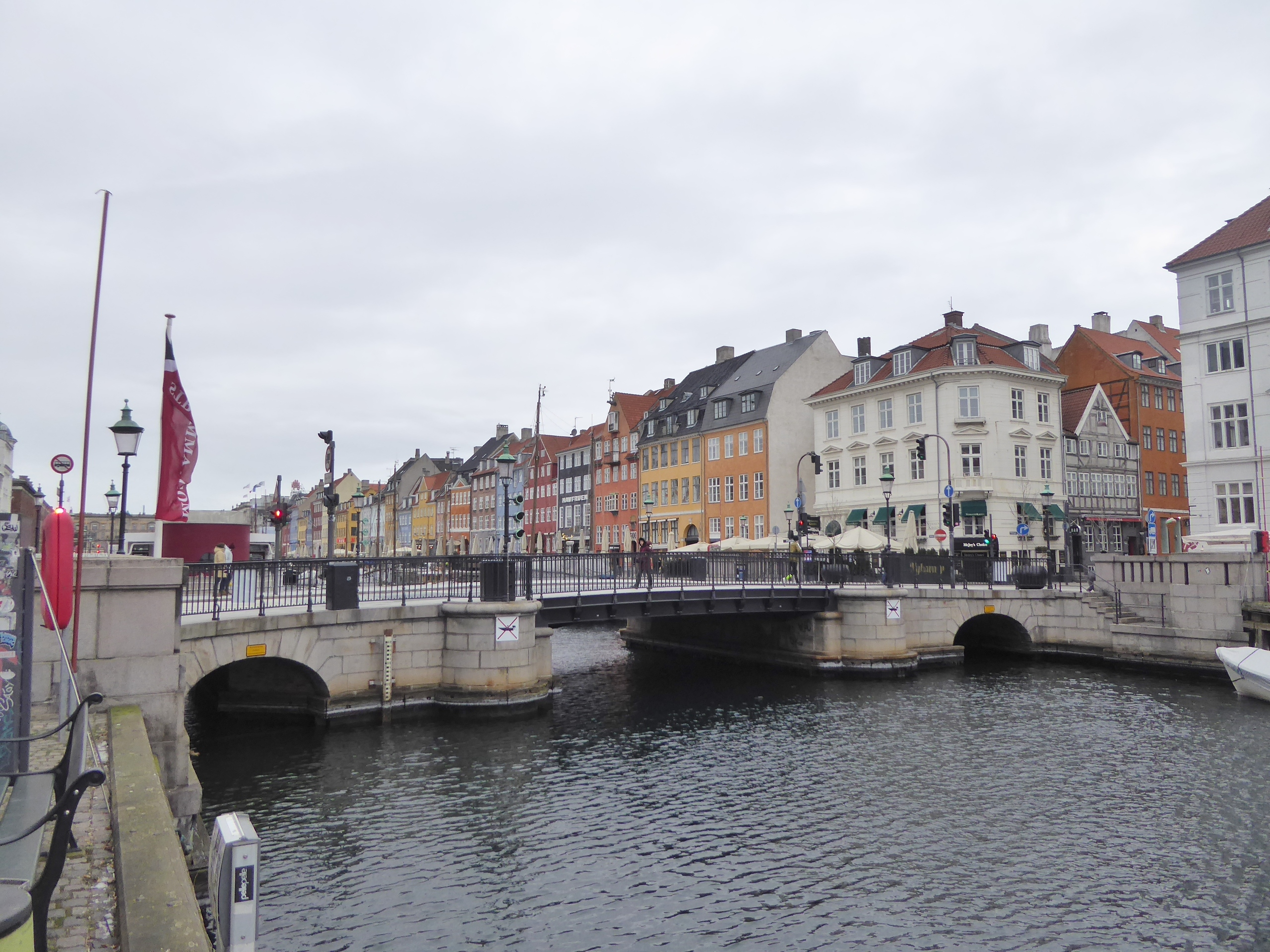
Nyhavnsbroen

Nyhavn ("Nieuwe Haven") is een haven in de Deense hoofdstad Kopenhagen en een belangrijke toeristische trekpleister van de stad. Aan de haven zijn veel restaurants en bars te vinden met vooral 's zomers overvolle terrassen. Ook onder de lokale bevolking is Nyhavn een populaire uitgaansplaats. Bovendien is het de aanlegplaats voor een aantal rondvaartboten.
De oudste huizen die hier te vinden zijn, zijn meer dan 300 jaar oud. Het oudste, op nummer 9, werd gebouwd in 1681. De haven werd in opdracht van koning Christiaan V gebouwd en heeft een tijd een slechte reputatie gehad vanwege de vele bars en cafés voor zeelieden met het bijbehorende vrouwelijke vermaak. In de de jaren tachtig werd de straat grondig gerenoveerd en sindsdien is het een aantrekkelijk uitgangsgebied. 
Dichter en sprookjesschrijver Hans Christian Andersen heeft in verschillende huizen aan Nyhavn gewoond. In 1834 woonde hij op huisnummer 20, van 1848 tot 1865 in nummer 67 en ook van 1871 tot aan zijn dood in 1875.
Halverweg de haven ligt een ophaalbrug. De eerste brug werd in februari 1875 voor het verkeer geopend. In 1911–1912 werd deze brug vervangen door de huidige brug.
- Bibliothèque nationale de France: cb155416531 (data)
- Virtual International Authority File: 37144648232863774901
- WorldCat: E39PBJx4jPTWXHdfRvmWB4mw4q